# Destinație finală
Destinație finală (în engleză: Final Destination) este un film de groază din 2000. Este regizat de James Wong. Destinație finală este primul film din seria de filme Destinație finală.

## Prezentare
Sawa este în rolul unui adolescent care "păcălește moartea", după ce anterior are o premoniție în care el și alți oameni pier în explozia unui avion. Visul îl folosește pentru a se salva pe el însuși alături de câțiva alți pasageri, dar continuă să fie urmărit de moartea care cere înapoi viața lor, viață care ar fi trebuit să se termine în acel avion.

## Actori
| Actor                | Personaj             |  |
| -------------------- | -------------------- |  |
| Devon Sawa           | Alex Chance Browning |  |
| Ali Larter           | Clear Rivers         |  |
| Kerr Smith           | Carter Horton        |  |
| Tony Todd            | William Bludworth    |  |
| Kristen Cloke        | Valerie Lewton       |  |
| Seann William Scott  | Billy Hitchcock      |  |
| Daniel Roebuck       | Agentul FBI Weine    |  |
| Roger Guenveur Smith | Agentul FBI Schreck  |  |
| Chad Donella         | Tod Waggner          |  |
| Amanda Detmer        | Terry Chaney         |  |
| Brendan Fehr         | George Waggner       |  |
| Forbes Angus         | Larry Murnau         |  |
| Lisa Marie Caruk     | Christa Marsh        |  |
| Christine Chatelain  | Blake Dreyer         |  |
| Barbara Tyson        | Barbara Browning     |  |